# Podział administracyjny Gruzji

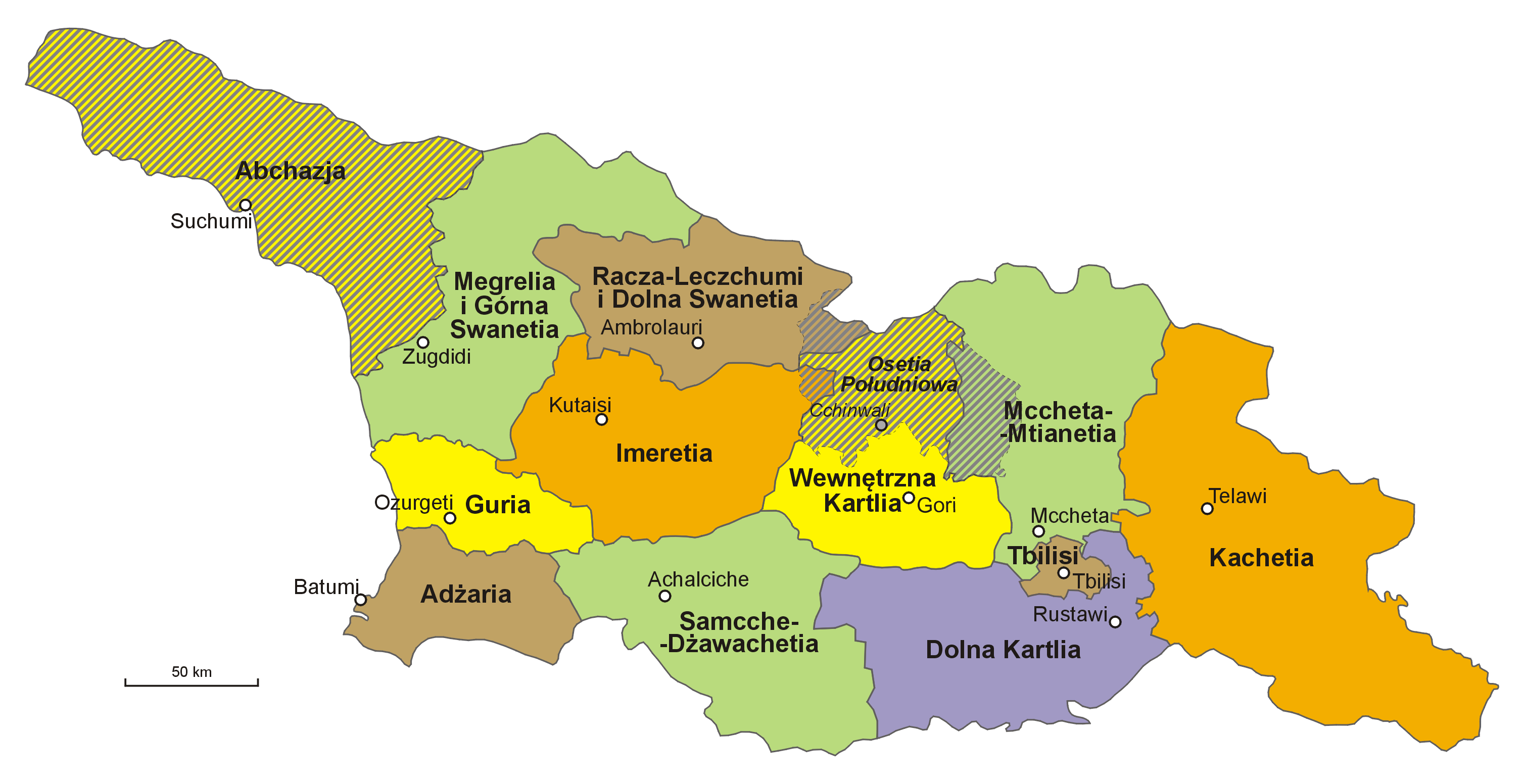
Podział administracyjny Gruzji

Gruzja administracyjnie jest podzielona na 9 regionów, dwie republiki autonomiczne (Abchazja i Adżaria) posiadające własne rządy oraz miasto wydzielone Tbilisi. Jednostkami drugiego rzędu jest 67 gmin oraz 5 miast wydzielonych.

## Regiony
| Lp. | Nazwa                            | Stolica    |
| --- | -------------------------------- | ---------- |
| 1   | Abchazja                         | Suchumi    |
| 2   | Adżaria                          | Batumi     |
| 3   | Dolna Kartlia                    | Rustawi    |
| 4   | Guria                            | Ozurgeti   |
| 5   | Imeretia                         | Kutaisi    |
| 6   | Kachetia                         | Telawi     |
| 7   | Mccheta-Mtianetia                | Mccheta    |
| 8   | Megrelia-Górna Swanetia          | Zugdidi    |
| 9   | Racza-Leczchumi i Dolna Swanetia | Ambrolauri |
| 10  | Samcche-Dżawachetia              | Achalciche |
| 11  | Tbilisi                          | Tbilisi    |
| 12  | Wewnętrzna Kartlia               | Gori       |

## Historia
Podział regionalny na terenie Gruzji został ustalony w latach 1994–1996. Administracją regionów zarządzają komisarze państwowi powoływani przez prezydenta.
Autonomiczne republiki (Abchaska ASRR i Adżarska ASRR) powstały za czasów ZSRR. Ich reorganizacja oraz nadanie szerszej autonomii zostało uregulowane przez gruzińską konstytucję. Ponadto w czasach radzieckich w skład Gruzińskiej SRR wchodził  obwód autonomiczny (Południowoosetyjski).
Wchodząca formalnie w skład Gruzji autonomiczna Abchazja po rozpadzie ZSRR ogłosiła niepodległość i w wyniku działań zbrojnych wyparła wojska gruzińskie ze swego terytorium. Niepodległość Abchazji uznaje na arenie międzynarodowej tylko kilka państw, w tym Rosja.
Autonomiczna Adżaria rządzona jest przez premiera lokalnego rządu. Obecnie władze adżarskie są w pełni lojalne wobec rządu w Tbilisi po tym jak w 2004 roku władze gruzińskie w sposób pokojowy zmusiły do ustąpienia lokalnego przywódcę Asłana Abaszydzego, który jakkolwiek nie proklamował formalnej niepodległości, to jednak od czasów rozpadu ZSRR prowadził niezależną politykę i uniemożliwiał gruzińskim władzom centralnym jakikolwiek wpływ na decyzje adżarskich władz.
Odrębną kwestią jest zagadnienie jednego z regionów, formalnie należącego do Gruzji, do którego władze gruzińskie stosują nazwę „Region Cchinwali”, a który obejmuje obszar Osetii Południowej. Do 1990 roku istniał Południowoosetyjski Obwód Autonomiczny, zlikwidowany przez władze gruzińskie po rozpadzie ZSRR i podzielony następnie pomiędzy cztery jednostki administracyjne (regiony). Decyzja ta spotkała się ze sprzeciwem Osetyjczyków, który przybrał zbrojny charakter, co doprowadziło to do walk z wojskami gruzińskim i w konsekwencji – spowodowała secesję regionu. W wyniku walk separatyści przejęli władzę nad znaczną częścią obszaru dawnego Południowoosetyjskiego OA. Po wojnie w 2008 r. Gruzja straciła kontrolę nad całym obszarem Osetii Południowej, gdyż z pomocą Rosji separatyści opanowali pozostałe tereny dawnego okręgu autonomicznego (do tego czasu część Osetii Południowej zamieszkana przez Gruzinów i lojalna wobec władz w Tbilisi podlegała administracji gruzińskiej). Niepodległość Południowej Osetii została uznawana przez kilka państw, w tym Rosję. Wobec sukcesów separatystów rząd Gruzji proponował utworzenie Południowoosetyjskiego Obwodu Autonomicznego oraz przyznanie szerszej autonomii na zasadzie podobnej tej, jaka istnieje obecnie w Adżarii.

## Gminy
| Region/Rep. autonomiczna            | Lp. | Gminy (rejony)      | Siedziba      |
| ----------------------------------- | --- | ------------------- | ------------- |
| 1. Abchazja                         | 1.  | Rejon Gagra         | Gagra         |
| 1. Abchazja                         | 2.  | Rejon Gal           | Gali          |
| 1. Abchazja                         | 3.  | Rejon Gulripszi     | Gulripszi     |
| 1. Abchazja                         | 4.  | Rejon Gudauta       | Gudauta       |
| 1. Abchazja                         | 5.  | Rejon Oczamczyra    | Oczamczyra    |
| 1. Abchazja                         | 6.  | Rejon Suchumi       | Suchumi       |
| 2. Adżaria                          | 1.  | Batumi              | Batumi        |
| 2. Adżaria                          | 2.  | Gmina Chulo         | Chulo         |
| 2. Adżaria                          | 3.  | Gmina Keda          | Keda          |
| 2. Adżaria                          | 4.  | Gmina Chelwaczauri  | Chelwaczauri  |
| 2. Adżaria                          | 5.  | Gmina Kobuleti      | Kobuleti      |
| 2. Adżaria                          | 6.  | Gmina Szuachewi     | Szuachewi     |
| 3. Dolna Kartlia                    | 1.  | Gmina Bolnisi       | Bolnisi       |
| 3. Dolna Kartlia                    | 2.  | Gmina Calka         | Calka         |
| 3. Dolna Kartlia                    | 3.  | Gmina Dmanisi       | Dmanisi       |
| 3. Dolna Kartlia                    | 4.  | Gmina Gardabani     | Gardabani     |
| 3. Dolna Kartlia                    | 5.  | Gmina Marneuli      | Marneuli      |
| 3. Dolna Kartlia                    | 6.  | Rustawi             | Rustawi       |
| 3. Dolna Kartlia                    | 7.  | Gmina Tetri Ckaro   | Tetri Ckaro   |
| 4. Guria                            | 1.  | Gmina Czochatauri   | Czochatauri   |
| 4. Guria                            | 2.  | Gmina Lanczchuti    | Lanczchuti    |
| 4. Guria                            | 3.  | Gmina Ozurgeti      | Ozurgeti      |
| 5. Imeretia                         | 1.  | Gmina Baghdati      | Baghdati      |
| 5. Imeretia                         | 2.  | Gmina Ckaltubo      | Ckaltubo      |
| 5. Imeretia                         | 3.  | Gmina Charagauli    | Charaguli     |
| 5. Imeretia                         | 4.  | Gmina Choni         | Choni         |
| 5. Imeretia                         | 5.  | Gmina Cziatura      | Cziatura      |
| 5. Imeretia                         | 6.  | Kutaisi             | Kutaisi       |
| 5. Imeretia                         | 7.  | Gmina Saczchere     | Saczchere     |
| 5. Imeretia                         | 8.  | Gmina Samtredia     | Samtredia     |
| 5. Imeretia                         | 9.  | Gmina Terdżola      | Terdżola      |
| 5. Imeretia                         | 10. | Gmina Tkibuli       | Tkibuli       |
| 5. Imeretia                         | 11. | Gmina Wani          | Wani          |
| 5. Imeretia                         | 12. | Gmina Zestaponi     | Zestaboni     |
| 6. Kachetia                         | 1.  | Gmina Achmeta       | Achmeta       |
| 6. Kachetia                         | 2.  | Gmina Dedoplisckaro | Dedoplisckaro |
| 6. Kachetia                         | 3.  | Gmina Gurdżaani     | Gurdżaani     |
| 6. Kachetia                         | 4.  | Gmina Kwareli       | Kwareli       |
| 6. Kachetia                         | 5.  | Gmina Lagodechi     | Lagodechi     |
| 6. Kachetia                         | 6.  | Gmina Sagaredżo     | Sagaredżo     |
| 6. Kachetia                         | 7.  | Gmina Sighnaghi     | Sighnaghi     |
| 6. Kachetia                         | 8.  | Gmina Telawi        | Telawi        |
| 7. Mccheta-Mtianetia                | 1.  | Gmina Achalgori     | Achalgori     |
| 7. Mccheta-Mtianetia                | 2.  | Gmina Duszeti       | Duszeti       |
| 7. Mccheta-Mtianetia                | 3.  | Gmina Kazbegi       | Kazbegi       |
| 7. Mccheta-Mtianetia                | 4.  | Gmina Mccheta       | Mccheta       |
| 7. Mccheta-Mtianetia                | 5.  | Gmina Tianeti       | Tianeti       |
| 8. Megrelia-Górna Swanetia          | 1.  | Gmina Abasza        | Abasza        |
| 8. Megrelia-Górna Swanetia          | 2.  | Gmina Calendżicha   | Calendżicha   |
| 8. Megrelia-Górna Swanetia          | 3.  | Gmina Chobi         | Chobi         |
| 8. Megrelia-Górna Swanetia          | 4.  | Gmina Czchorocku    | Czchorocku    |
| 8. Megrelia-Górna Swanetia          | 5.  | Gmina Martwili      | Martwili      |
| 8. Megrelia-Górna Swanetia          | 6.  | Gmina Mestia        | Mestia        |
| 8. Megrelia-Górna Swanetia          | 7.  | Poti                | Poti          |
| 8. Megrelia-Górna Swanetia          | 8   | Gmina Senaki        | Senaki        |
| 8. Megrelia-Górna Swanetia          | 9.  | Gmina Zugdidi       | Zugdidi       |
| 9. Racza-Leczchumi i Dolna Swanetia | 1.  | Gmina Ambrolauri    | Ambrolauri    |
| 9. Racza-Leczchumi i Dolna Swanetia | 2.  | Gmina Lentechi      | Lentechi      |
| 9. Racza-Leczchumi i Dolna Swanetia | 3.  | Gmina Oni           | Oni           |
| 9. Racza-Leczchumi i Dolna Swanetia | 4.  | Gmina Cageri        | Cageri        |
| 10. Samcche-Dżawachetia             | 1.  | Gmina Achalciche    | Achalciche    |
| 10. Samcche-Dżawachetia             | 2.  | Gmina Adigeni       | Adigeni       |
| 10. Samcche-Dżawachetia             | 3.  | Gmina Achalkalaki   | Achalkalaki   |
| 10. Samcche-Dżawachetia             | 4.  | Gmina Aspindza      | Aspindza      |
| 10. Samcche-Dżawachetia             | 5.  | Gmina Bordżomi      | Bordżomi      |
| 10. Samcche-Dżawachetia             | 6.  | Gmina Ninocminda    | Ninocminda    |
| 11. Tbilisi                         |     |                     |               |
| 12. Wewnętrzna Kartlia              | 1.  | Gmina Chaszuri      | Chaszuri      |
| 12. Wewnętrzna Kartlia              | 2.  | Gmina Eredwi        | Eredwi        |
| 12. Wewnętrzna Kartlia              | 3.  | Gmina Gori          | Gori          |
| 12. Wewnętrzna Kartlia              | 4.  | Gmina Kareli        | Kareli        |
| 12. Wewnętrzna Kartlia              | 5.  | Gmina Kaspi         | Kaspi         |
| 12. Wewnętrzna Kartlia              | 6.  | Gmina Kurta         | Kurta         |
| 12. Wewnętrzna Kartlia              | 7.  | Rejon Tighwa        | Tighwa        |